# Handa Riku
Handa Riku (sinh ngày 1 tháng 1 năm 2002) là một cầu thủ bóng đá người Nhật Bản.

## Sự nghiệp câu lạc bộ
Handa Riku hiện đang chơi cho Montedio Yamagata.